# (1507) Vaasa
(1507) Vaasa – planetoida z pasa głównego asteroid okrążająca Słońce w ciągu 3 lat i 205 dni w średniej odległości 2,33 au, która została odkryta 12 września 1939 roku w Obserwatorium Iso-Heikkilä w Turku przez Liisi Otermę. Nazwa planetoidy pochodzi od Vaasy, miasta w Finlandii. Przed nadaniem nazwy planetoida nosiła oznaczenie tymczasowe (1507) 1939 RD.